# Gifford Peninsula
Gifford Peninsula är en halvö i Kanada.   Den ligger i Powell River Regional District och provinsen British Columbia, i den sydvästra delen av landet, 3 600 km väster om huvudstaden Ottawa.
Trakten runt Gifford Peninsula är nära nog obefolkad, med mindre än två invånare per kvadratkilometer.